# Лимож (виконтство)

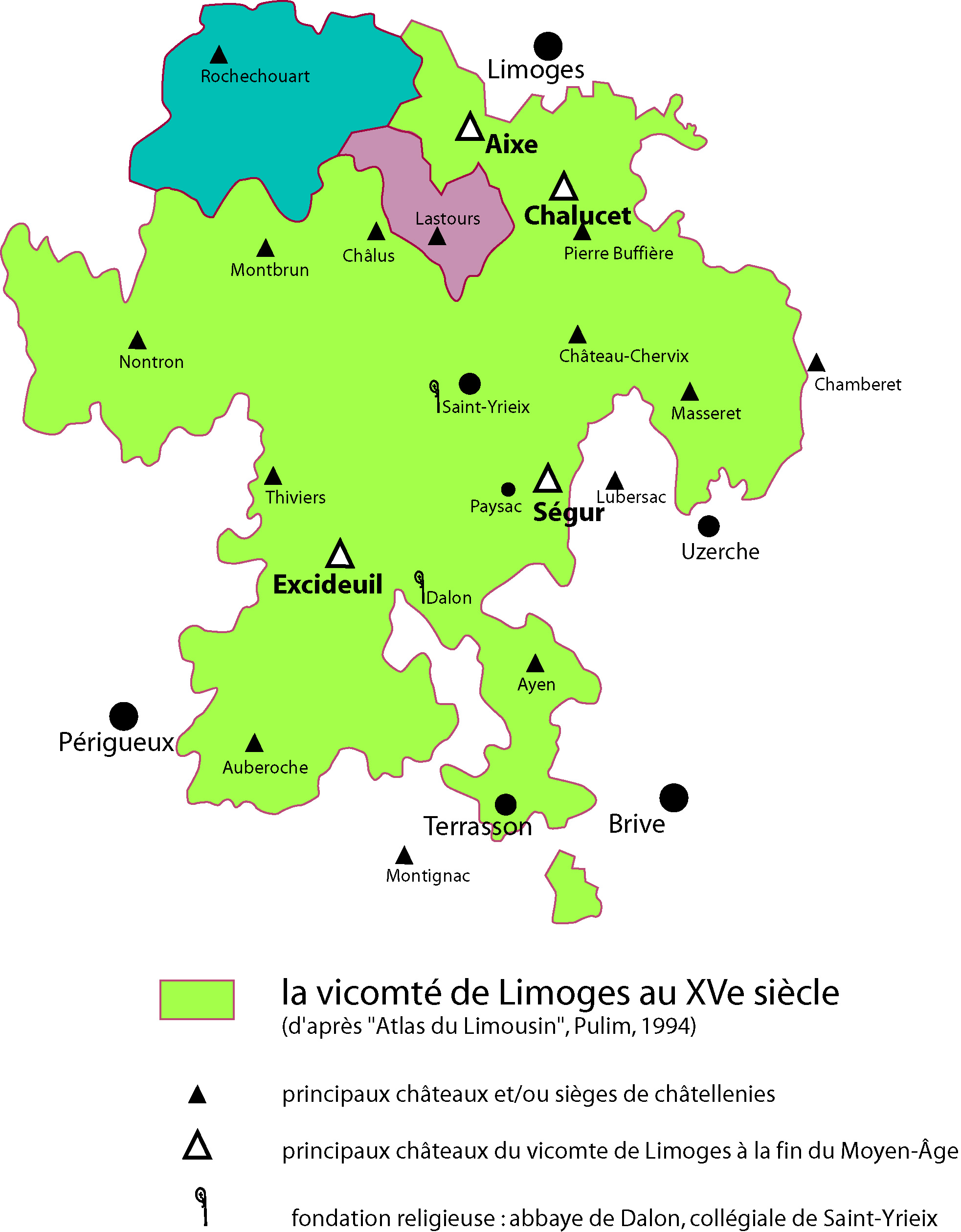
Земли виконтства Лимож в XV веке (зеленый цвет; согласно Атласу Лимузена, 1994 год)

Виконтство Лимож (фр. vicomté de Limoges) — небольшое средневековое феодальное образование, располагавшееся на территории между французскими городами Лимож, Брив и Перигё. Виконтство было образовано графом Пуатье в X веке. Последним наследником виконтства Лимож стал Генрих IV, король Наварры и будущий король Франции. Виконты Лиможа также назывались как виконты де Сегюр (в замке Сегюр, располагавшемся в центре феодального образования, начиная с XV века находилась основная резиденция виконтов).
Первой правящей династией в виконтстве был дом Лимож-Сегюр, от которого виконтство перешло Бретонскому дому, а затем — династии Блуа-Шатийон. Далее, в конце XV века виконтство перешло дому Альбре и, наконец, во второй половине XVI века виконтство унаследовал дом Бурбонов.

Виконтство Лимож на карте Франции 1328 года

Территория виконтства включала замки Сегюр, Эксидей, Экс-сюр-Вьен, Оберош и Нонтрон. В настоящее время на землях прежнего виконтства располагаются частично французские департаменты Верхняя Вьенна, Дордонь и Коррез.

## Шато Сегюр
Замок построен у излучины реки Овезер в границах старорежимных приходов Сент-Элуа, Сен-Жюльен, Пейзак и Бейссенак. В силу особенностей природного рельефа место превосходно защищено в оборонительном плане.
В числе рыцарей, входивших в состав постоянного военного гарнизона (лат. milites castri) оборонявшего Сегюр, были Перуссы (будущие герцоги де Кар), Бонвали (будущие маркизы де Боннваль, в числе которых известный Ахмет-паша), Эли (будущие маркизы де Помпадур), Прево (будущие маркизы де Пейзак).
В настоящее время верхний замок разрушен. Уцелел только особняк Перуссов в квартале военного гарнизона, посетить который невозможно (2011 год)

## Список виконтов Лиможа
Первые виконты

Исторический герб виконтов Лиможа

- 876—914: Хильдеберт (умер 914): взял в жёны Адальтруду, вероятно мать Жеро Орийакского[1].

- 914—943: Хильдегер (умер около 945), сын предыдущего

взял в жёны Тетбергу
- 943—988: Жеро (умер 988), сын предыдущего

взял в жёны Ротильду. Его четвёртый сын, Эмери, известный как Ostofrancus, считается основателем ветви виконтов де Рошешуар, а еще один сын, Жеро д'Аржентон положил начало виконтам де Бросс.
- 988—1025: Ги I (умер 1025), сын предыдущего

взял в жёны Эмму, дочь Адемара, виконта де Сегюр
- 1025—1036: Адемар I (умер 12 августа 1036 года), сын предыдущего

взял в жёны (1030) Сенегонду д'Ольне, дочь Каделона III, виконта д'Ольне
- 1036—1048: Ги II (умер после 1067), сын предыдущего

- 1048—1090: Адемар II (1023—1090), брат предыдущего

взял в жёны Юмбергу, вероятно происходившую из семейства графов Перигор
- 1090—1139: Адемар III (умер 1139), сын предыдущего

- 1114—1124: Ги III (умер 1124), сын предыдущего

Дом Комборн

Герб Комборнов

- 1139—1148: Ги IV, сын Аршамбо IV, виконта де Комборн, и Бруниссенды Лиможской, дочери Адемара III

взял в жёны маркизу де Ла Марш (без наследников)
- 1139—1148: Адемар IV (умер 1148), брат предыдущего

взял в жёны Маргариту де Тюренн (первый брак для неё), дочь Раймона I, виконта де Тюренн
- 1148—1199: Адемар V, известный как Бозон, (умер 1199), сын предыдущего

взял в жёны Сару Корнуоллскую (умерла 23 ноября 1216 года), самую младшую дочь Рейнальда Данстанвильского, графа Корнуолл
- 1199—1230: Ги V (умер 29 марта 1230 года), сын предыдущего

взял в жёны Эрменгарду
- 1230—1263: Ги VI (умер между 13 и 16 августа 1263 года), сын предыдущего

женат первым браком на дочери Тибо де Блезона (сенешаль Пуату); вторым браком на Маргарите Бургундской (ок. 1239 — 27 августа 1277 года) (для неё тоже второй брак), дочери Гуго IV, герцога Бургундии
- 1263—1290: Мария (1260 — 1290), дочь предыдущего

замужем за Артуром II (1262—1312), герцогом Бретонским
Дом де Дрё (Капетинги)

Герб виконтов Лиможа начиная с Ги VII

- 1290—1301: Артур II (1262 — 1312), виконт Лиможа по праву жены.

- 1301—1314: Жан III (1287 — 1341), сын предыдущего и Марии Лиможской.

- 1314—1317: Ги VII де Пентьевр (1287 — 1331), брат предыдущего

граф Пентьевр.
- 1317—1331: Жан III (1287 — 1341), сын Артура II и Марии Лиможской.

- 1331—1384: Жанна де Пентьевр (1319 — 1384), дочь Ги VII

замужем (1337) за Карлом де Блуа-Шатильоном (1319 — 1364); герцогиня Бретани
Дом Блуа-Шатильон
- 1384—1404: Жан I де Шатильон (1345—1404), сын предыдущего

взял в жёны (1387) Маргариту де Клиссон (1366—1441), дочь коннетабля Оливье де Клиссон
- 1404—1433: Оливье де Блуа Бретонский (умер 1433), сын предыдущего

взял в жёны Изабеллу Бургундскую, затем Жанну де Лален
- 1433—1454: Жан де Шатильон Бретонский (умер 1454), брат предыдущего

взял в жёны Маргариту де Шовиньи
- 1454—1455: Гийом де Шатильон-Блуа (1400—1455), брат предыдущего

взял в жёны Изабеллу де Латур д’Овернь
- 1455—1481: Франсуаза де Шатильон (умерла 1481), дочь предыдущего

замужем (1462) за Аленом д’Альбре (1440—1522)
Дом Альбре
- 1481—1516: Жан III д’Альбре, король Наварры, сын предыдущей

взял в жёны Екатерину де Фуа
- 1516—1555: Генрих д’Альбре, сын предыдущего.

взял в жёны Маргариту Ангулемскую
- 1555—1572: Жанна д’Альбре, дочь предыдущего.

замужем (1548) за Антуаном де Бурбон
Дом Бурбонов
- 1572—1610: Генрих III, король Наварры, король Франции с 1589 года.

Виконтство Лимож вошло в состав королевского домена при восхождении Генриха III Наваррского на французский престол. Иногда права на виконтство расчленялись с целью образования апанажа для принцев крови.
- 1773—1776: Карл, граф д’Артуа. Виконтство было удалено из его апанажа в 1776 году.